# 大森隆男
大森 隆男（おおもり たかお、1969年10月16日 - ）は、日本の男性プロレスラー。東京都世田谷区出身。保善高等学校、城西大学卒業。血液型B型。

## 来歴

### デビュー前 - 全日本プロレス
幼少時よりプロレス好きで、プロレスラーになれずともプロレスに関わる仕事をしたいという夢を抱いていた。
城西大学時代はアメリカンフットボールの選手として活動。アニマル浜口ジムで身体を鍛えた後、全日本プロレスに入門する。端正な顔立ちで、かつ恵まれた体格をしていたが、入門後はなかなか芽が出ず人の良すぎる性格もあり伸び悩み、苦しい日々が続いた。
一時は、秋山準とのタッグでアジアタッグ王座を獲得（連続防衛回数歴代2位）、スタン・ハンセンからパートナーとして指名されるなど、徐々に力を付けていった。馬場がビンス・マクマホンから選手貸し出しの依頼を受けた際に大森が指名され、1996年のWWF（後のWWE）でのロイヤルランブルにてランブル戦に参戦したこともあった。登場順は11人目。

### 「NO FEAR」結成 - プロレスリング・ノア
1999年、アックスボンバーを自らの必殺技とすると、大森も上昇のきっかけをつかむ。同時期、なかなか王道プロレスになじめないでいた高山善廣とのタッグを結成すると、双方の伸び悩みの種だった粗さが良い方に回転し始め、ふっ切れたようにぎこちなくも派手なアピールを繰り返し、今までの全日本になかった異色のタッグとして頭角を現す。そしてNO FEARというチーム名を名乗り始めた直後、ハヤブサ・新崎人生組からアジアタッグ王座を獲得したのに続き、ジョニー・エース&バート・ガン組をも破り、世界タッグ王座も獲得した。全日本プロレスが管理するタッグのベルトを同時に保持するという史上初の快挙を成し遂げたのである。
2000年には、チャンピオン・カーニバルのトーナメント1回戦でその1ヶ月前にシングルで三沢超えを果たし、優勝候補に挙げられていた秋山と対戦、入場時の秋山を襲い、わずか7秒（ゴングの鳴る前を加えると約30秒）で下すという伝説的勝利を挙げた。準決勝でもスティーブ・ウィリアムスが試合前のロープチェックをしている時に大森がアックスボンバーで奇襲、激怒したウィリアムスの激しい場外戦も切り抜け、アックスボンバーで沈め決勝進出を果たし日本武道館のメインのシングル戦に挑んだ。決勝では小橋健太に敗れ準優勝に終わるが、大森も三沢光晴が率いる「新生全日本」の象徴となる活躍を見せた。
8月、三沢らと共に新設されたプロレスリング・ノアへ移籍。2001年12月には高山とのタッグでGHCタッグ王座を獲得するも、初防衛戦で敗退となった。以降、高山との方向性の違いも表面化し、「あばよ!」の言葉を残してタッグチームを解消した。
2002年6月にノア所属のまま渡米、まずはノア役員であるハーリー・レイスの元に預けられアメリカマットを転戦した。7月10日には旗揚げしたばかりだったTNAのPPV大会に参戦。大森も、遠征第1戦目でいきなり時のNWA王者ケン・シャムロックの王座への挑戦者に抜擢されると互角に渡り合い、強烈なインパクトを残した。その後は初のシングルタイトルも獲得し2003年2月に帰国。
当初はノア所属のままの予定だったが、大森はここでノアを退団した。この時、三沢は「大森が今後、ノアのマットに上がることはない」と断言した。当初はいろいろな考察をされていたが、渡米中、WWEに参加した。試合はテレビ放送はされなかったが、宣伝当に使用された映像に大森の出場シーンが使用されて放送された。WWE放送権を当時持っていたのはフジテレビであり、このことを知った日本テレビ側がNOAH側と会議、大森を退団させることで話がついた。

### WJプロレス - フリー
その後、大森は2003年3月1日に旗揚げ予定の新団体WJプロレスへの参戦を明らかにした。WJプロレスでは越中詩郎とタッグチーム「レイバーユニオン」を結成。天龍源一郎、長州力の両巨頭からシングルでピンフォールを奪う実績を作った。
2004年2月には越中と2人でZERO-ONEに乗り込み、2002年プロレス大賞最優秀タッグの炎武連夢（大谷晋二郎&田中将斗組）と対戦。炎武連夢からはNWAインターコンチネンタルタッグ王座を奪取し、最多防衛記録も樹立した。
この間、大森は全日本プロレスに移籍した武藤敬司とも2度戦うが、共に敗れている。1戦目はゼロワンマット、2戦目はチャンピオン・カーニバルでエプロンから場外への断崖式アックスギロチンドライバーなどであと一歩まで追い詰めるが、一瞬のスキを突かれフランケンシュタイナーで敗れた。
その後も大森はZERO-ONEに継続参戦し、火祭りで準優勝となる。

### ZERO1-MAX
ZERO1-MAXの旗揚げには所属選手として参加。旗揚げ戦ではインディー版のAWA世界ヘビー級王座を獲得する。
2005年11月には若手育成を目的したユニット「アックスボンバーズ」を結成。指導者、リーダーとしての一面も見せている。2006年1月4日の東京ドーム大会では新日本プロレスに初参戦。越中詩郎とのタッグで蝶野正洋&天山広吉組の持つIWGPタッグ王座に挑戦した。2006年4月1日、靖国神社相撲場で行われた大谷との一戦に勝利し、再度AWA世界ヘビー級王座を獲得した。
2006年5月31日の6人タッグ（後楽園）で新日本プロレスの中西学と2度目の対戦を行う。大森もこれを契機に越境タッグを結成した。結成後の初戦（6月24日ディファ有明大会）でNWAインターコンチネンタルタッグに挑戦し王座を獲得。2戦目（7月17日札幌月寒大会）には新日本マットでIWGPタッグ暫定王座の奪取に成功した。9月20日付けで蝶野&天山組の持つ第48代IWGPタッグ王座も剥奪され、同日付けで正式に第49代IWGPタッグ王者となった。これにより、大森は史上初の4大タッグ（世界タッグ・IWGPタッグ・GHCタッグ・NWAタッグ）制覇を達成したのであった。なお、3大メジャーのタッグを制覇したのはベイダー、高山、永田裕志に続き4人目である。タッグチーム名は「ワイルドチャイルド」とされた。
9月22日後楽園で村上和成とシングルで対戦、ラフファイトで応戦したものの、松永光弘の乱入もあって大流血・敗北した。12月27日後楽園では、大森のかつてのタッグパートナーでもある高山の襲撃を受けた（試合はノーコンテスト）。
2007年3月、NWAインターコンチネンタルタッグをかけてタイトル戦を行い（大森・中西vs高山・佐藤耕平）、佐藤からフォールを取られタイトルを失う。4日後にはIWGPタッグ戦を新日本で行うも、中西がフォールを取られる。
2007年10月、田中とAWAヘビー級王座をかけて防衛戦を行った。激闘の末、田中のスライディングDでフォール負けとなりタイトルを失った。
2008年1月1日、試合中の仲間割れから中西とのタッグ（ワイルドチャイルド）を解散。3月2日にはついに中西とのシングル初対決が実現し、これに勝利してZERO1-MAXの意地を見せた。7月23日に開幕した火祭りでは、Bブロックに配属され、ライバルでもある中西を撃破しさらに復帰後約一年に渡って不敗街道を驀進していた田中にも土を付け、田中、中西とともに同ブロック首位に立つ。しかし8月3日、火祭り最終戦での決勝戦進出を賭けた3WAYタッグでは田中の頭脳プレイに敗れ、大森の決勝進出はならなかった。

### レスラー活動休業 - 復帰
2008年8月26日、「一身上の都合」により8月末日をもってZERO1-MAX退団を発表、一時休業することを表明した。8月30日、後楽園ホールでの新日本プロレスPREMIUMで蝶野正洋と対戦。終始ペースを握り、場外でアックスボンバーを放ち、蝶野をノックアウトするが、試合は30分時間切れの引き分けに終わった。
2009年3月15日、新日本プロレス後楽園ホール大会のセミファイナル6人タッグ戦終了後に突如出現し、休業以来続いていた沈黙を破る。大森のかつての盟友のリング上の中西に握手を求め、再び共闘することをアピールした。8月にはG1 CLIMAXに出場し、IWGP王者の棚橋弘至に勝利した。
2010年1月20日、妻が女将として働く実家の旅館を手伝うため、石川県金沢市に拠点を移し旅館業兼レスラーとして活動することを発表する。
2010年9月、離婚して拠点を東京に移す。2010年11月15日のSMASHの記者会見で本格的に復帰すると宣言した。
2011年3月より古巣の全日本プロレスに参戦。太陽ケアをパートナーにし、世界タッグ王座に挑戦した。同年4月、7年ぶりにチャンピオン・カーニバルに出場。7月、ケアとのタッグで再び世界タッグ王座に挑戦した。2011年7月18日、後楽園大会においてKENSOとWJ時代以来となる一騎討ちを果たし、アックスボンバー2連発で勝利を収めた。
2011年8月27日に行われたALL TOGETHER 東日本大震災復興支援チャリティープロレスに出場。大森も高山とタッグを組み、ノーフィアーの再結成となった他、対戦相手の秋山準との再会も注目を集めた。 試合は、大森が佐々木健介にフォールを取られてしまい敗戦した。試合後のインタビューで大森は、「ノーフィアーの今後の再結成」について質問されると大森は「ファンが望んだら実現する」と、再結成に前向きな姿勢を示した。
2011年11月19日、征矢学とのタッグチーム「GET WILD」を結成した。

### 全日本プロレス再入団

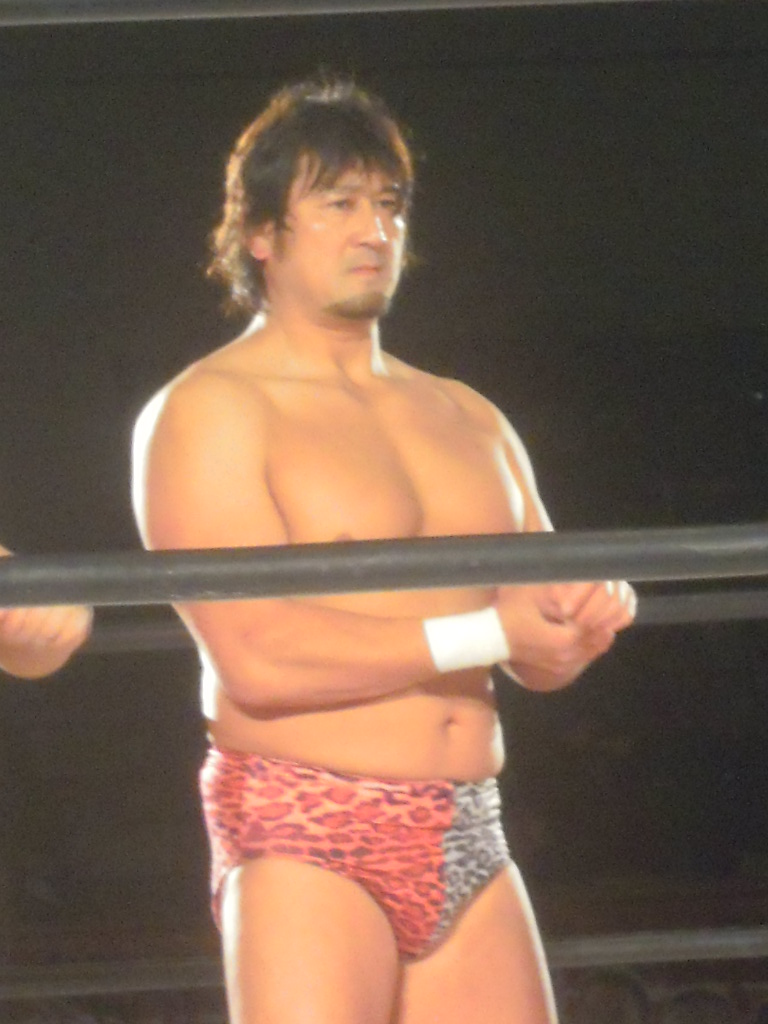
全日本プロレスに再入団した大森。

2012年1月2日後楽園ホール大会にて観客ジャッジを行い、90％以上の支持率を集め入団に合格する。2月1日付で正式再入団することが発表された。
2月3日、後楽園ホールで秋山が保持する三冠ヘビー級王座に挑戦。試合には敗れたものの、その日のうちにGET WILDとして世界タッグ王座への挑戦を征矢学と共に表明した。3月4日、同じく名乗りを上げたKENSOとカズ・ハヤシの「TEAMビチッと！」を破り、挑戦権を獲得する。3月20日、両国国技館でダーク・オズ、ダーク・クエルボ組とのタイトル戦に勝利し第61代世界タッグ王者となった。初防衛戦にて世界タッグを真田聖也、ジョー・ドーリング組に奪われるものの、すぐに取り返した。
2013年、武藤らの脱退にともなう全日本プロレスの分裂に際し、大森は残留を表明した。なお、負傷欠場中の征矢も当初は残留の意向だったが、12月31日付で退団ののち翌年WRESTLE-1に入団したためGET WILDも分裂状態となった。
2014年4月27日、チャンピオン・カーニバルの優勝決定戦において、大森の長年のライバルである秋山と対戦して激闘の末、スライディング式アックスボンバーで勝利し、悲願のチャンピオンカーニバル初優勝を成し遂げた。試合後、大森は曙の持つ三冠ヘビー級王座挑戦に名乗りを上げた。
6月15日に曙の王座返上によって行われた三冠ヘビー級王座決定戦で、秋山を破り王座戴冠を果たした。6月28日、秋山と組んで諏訪魔、ジョー・ドーリング組の持つ世界タッグ王座に挑戦し、ドーリングをスライディング式アックスボンバーで破り王座を奪取した。これで三冠ヘビー級王座と合わせて五冠王となった。しかし、その22時間後の29日には諏訪魔に敗れ、三冠ヘビー級王座から陥落した。
2016年1月1日、全日本プロレスの取締役に就任する。同年春頃に「アックスボンバーズ」を再結成した。欠場中の征矢より復帰戦の相手に団体の垣根を越えて指名され、対決を経て結託。11月27日の全日本プロレス両国大会にてGET WILDが約3年8ヵ月ぶりに再結成された。その年の世界最強タッグ決定リーグ戦には、GET WILDで参戦し、史上3組目となる全勝優勝を成し遂げた。
2017年10月21日、横浜文化体育館にて秋山とともにデビュー25周年記念大会を開催、世界タッグ王座決定戦を関本大介&伊東竜二と争い勝利し、自身7回目となる世界タッグ王座を戴冠した。
2019年7月8日付けで、選手活動に専念するため取締役を退任した。
2020年12月13日、後楽園大会にて全日本プロレスTV認定6人タッグ王座の初代王者決定戦に出場。大森はブラックめんそーれ&カーベル伊藤と組んで、崔領二&レブロン&大門寺崇組を迎え撃ち、自身のアックスボンバーで勝利し初代王者チームに輝いた。
2022年10月22日、三条市厚生福祉会館で行われた宮原健斗の三冠ヘビー級王座に挑戦するも敗れる。
2023年12月31日国立代々木競技場第二体育館大会をもって、契約満了につき全日本プロレスを退団。

### フリー
2024年からはフリーとして活動。大日本プロレスやマジックボックスへの参戦のほか、求めに応じて古巣の全日本プロレスにも参戦している。
2025年2月1日、川崎市多摩区長沢に24時間営業のスポーツジム「ワイルドハートGYM24」を開店。

## 得意技

### フィニッシュ・ホールド
アックスボンバー
ハルク・ホーガンの必殺技。別称「斧爆弾」。いわゆるラリアットと似ているが、ラリアットが横にまっすぐ伸ばした腕を喉元に振りぬくようにぶつけるのに対し、こちらは直角に肘を曲げて構えた腕をそのまま相手の喉下から顔面にぶち当てていく。ホーガンとは違い、大森のアックスボンバーはドリー・ファンク・ジュニア式エルボースマッシュのインパクトをヒントに相手の下顎を狙ってアッパー気味に打ち抜く改良型である。ノーフィアー結成後あたりからは、より効果的に体重を乗せられるようにインパクトの瞬間に右足を振り上げる形に改良した。
ホーガンが日本マットでのフィニッシュムーブとして使用後、使い手は少なかったが、大森が決め技とすることで再び脚光を浴びるようになった。大森が放つ際には、本家よろしく「アックスボンバー」と叫ぶ。
なお、2014年から通常のアックスボンバーをキックアウトされた際の秘技としてスライディング式も使用。このスライディング式にてチャンピオン・カーニバル初優勝および三冠ヘビー級王座初戴冠を果たしている。
ワイルドエクスプレス
延髄アックスボンバーから、通常のアックスボンバーを続けざまに叩き込む連続技。全日本時代、チャンピオン・カーニバルで秋山をわずか7秒で沈めた伝説の技で、大森のアックスボンバーがファンから認知されるきっかけとなった。ただし、最近では滅多に出すことは無い。セガのゲームである『GIANT GRAM 2000 全日本プロレス3 栄光の勇者達』では、この名前が付けられた。
アックスギロチンドライバー
大森が海外遠征時に開発した技で、足首をつかんで背中で相手を担ぎ垂直に落とす、ターンオーバー式のパイルドライバー。チャンピオン・カーニバルの決勝トーナメント（武藤戦）で断崖式、田中将斗とのUNヘビー級タイトルマッチで雪崩式を公開している。
男色ディーノとのGAY世界アナル級選手権で、顔面を男色ディーノの白タイツ股間部分に突っ込まれた状態で繰り出した逆転のアックス・ギロチン・ドライバーは、金澤克彦に「あれこそプロの仕事」と絶賛された。主に大森がパイルドライバーを仕掛けられた際の形勢逆転技として使われるほか、この技からフィニッシュのアックスボンバーへつなぐ場合が多い。

### 投げ技
ドラゴン・スープレックス(フルネルソンスープレックス)
大森が全日本時代から使用しているフィニッシュ技。全日本出身者はどちらかというと、三沢を中心としたタイガースープレックスの使い手が多いが、大森も最初からこの投げ技を得意技として使い続けている。大一番では、クラッチしたまま連発で放つ。
フルネルソンボム
ボム系技全盛の1990年代末、全日に参戦していたザ・パトリオットのフルネルソンバスターを改良し、フルネルソンで担ぎ上げ前方にジャンピングボムの形で落とす技を開発していた。しばらくはフィニッシュ・ホールドとして使っていたが、アックスボンバーの定着によって繋ぎ技となった。アックス・ギロチン・ドライバーを開発してからはほぼ姿を消した幻の技となったが、AWAのベルトを巻いたのを機にたまに使うようになった。
ブレーンバスター
雪崩式ブレーンバスター
ジャーマンスープレックス
バックドロップ

### 打撃技
エルボー
エルボー・スマッシュ
直角に曲げた肘の内側を下から相手の下顎へカチ上げる技。全日本時代、これを得意としていたドリー・ファンク・ジュニアから直伝された。
大森のエルボーは、2蓮発した後に腕をグルグル回して3発目を叩きこむムーブも見せるときもある。
エルボー・スタンプ
逆水平チョップ
ビックブーツ
エルボードロップ
ニードロップ
ドロップキック
師でもある馬場にも褒められたというそのフォームは、プロレス界随一と言ってもよいほどの美しさを誇る。
フライング・ニールキック

### 飛び技
ダイビングニードロップ
トップコーナーから全体重を乗せ、片膝を相手の首筋から鎖骨にかけて落とす技。馳浩のアドバイスで使い始める。アックスボンバー習得以前は、この技をフィニッシュに用いていた（さらにそれ以前のフィニッシュはダイビングエルボードロップやジャーマンスープレックスであった）。一時期はフルネルソンバスターでダウンを奪ってから、この技につなぐコンビネーションが定番だった。
ダイビング・エルボードロップ

### 関節技、絞め技
ボストンクラブ
ハーフボストンクラブ
足4の字固め
スリーパーホールド
ドラゴンクラッチ
ドラゴン・スリーパーの状態で極める変形のキャメルクラッチ。

### 合体技
ビッグ・ハイヤー・デモリッション
ノーフィアー時代に使用された技。ツープラトン式のパワーボム。高山と大森が横並びになり、相手の片足ずつを担ぎ上げて前方にランニングしつつ叩き付ける。
クロス・ボンバー
ノーフィアー時代に使用された技。高山がラリアットを、大森がアックスボンバーを相手の前後からサンドイッチ式に浴びせる。原型は、キン肉マンのヘル・ミッショネルズ（ネプチューンマン&ビッグ・ザ・武道組）が使用した同名の必殺技。
NO FEARドロップ
ノーフィアー時代に使用された技。ダブル・ショルダータックルで相手をダウンさせた後、相手を挟んで高山と大森が立ち、互いの腕を組んでエルボー・ドロップを浴びせる。
ワシントン条約
中西との合体技。アックスボンバーとマッケンロー（中西の放つ脚へのラリアット）を同時に繰り出す。NWAインターコンチネンタルタッグ奪取の決め手ともなった。

## タイトル歴
全日本プロレス
- 三冠ヘビー級王座 : 1回（第48代）
- 世界タッグ王座 : 7回
  - 第38代（パートナーは高山善廣）
  - 第61代、第63代、第64代（パートナーは征矢学）
  - 第67代、第68代、第78代（パートナーは秋山準）
- アジアタッグ王座 : 2回
  - 第62代（パートナーは秋山準）
  - 第66代（パートナーは高山善廣）
  - 第117代（パートナーは井上雅央）
- F-1タッグ選手権 : 1回（第4代）
  - 第4代（パートナーは神奈月）
- 全日本プロレスTV認定6人タッグ王座 : 1回
  - 初代（パートナーはブラックめんそーれ、カーベル伊藤）
- 新春ヘビー級バトルロイヤル優勝 : 3回（1997年、2014年、2017年）
- チャンピオン・カーニバル優勝 : 1回（2014年）
- 世界最強タッグ決定リーグ戦優勝 : 3回
  - 2012年、2016年（パートナーは征矢学）
  - 2014年（パートナーは秋山準）

プロレスリング・ノア
- GHCタッグ王座 : 1回
  - 第3代（パートナーは高山善廣）

新日本プロレス
- IWGPタッグ王座 : 1回
  - 第49代（パートナーは中西学）
- 暫定IWGPタッグ王座 : 1回
  - （パートナーは中西学）

プロレスリングZERO1-MAX
- AWA世界ヘビー級王座 : 3回（第32代、第35代、第38代）
- NWA UNヘビー級王座 : 1回（第2代）
- NWAインターコンチネンタルタッグ王座 : 3回
  - 第9代（パートナーは越中詩郎）
  - 第11代（パートナーは大谷晋二郎）
  - 第17代（パートナーは中西学）

DDTプロレスリング
- GAY世界アナル級初代王座（男色ディーノによる自作ベルト。しかし戴冠直後に返上）

WLW
- WLW世界ヘビー級王座

EWA
- EWA世界ヘビー級王座

プロレス大賞
- 2012年度プロレス大賞 最優秀タッグチーム賞（With征矢学、GET WILDとして）

## 入場テーマ曲
- T-SQUARE「CRISIS」 - 全日本プロレス時代
- 中島優貴「GRAND CROSS」 - 全日本プロレス時代
- 佐野元春 with THE HEARTLAND「SEE FAR MILES」 - 全日本プロレス時代
- DESTRUCTIVE POWER ~ WE ARE NO FEAR! - 全日本プロレス時代（NO FEAR結成時）〜プロレスリング・ノア時代
- WJ.ROCK's「SMASH U」（未CD化） - WJプロレスおよびゼロワン時代、フリー等
- TM NETWORK「Get Wild」 - 全日本プロレス再入団、GET WILD結成後

## 人物
内館牧子著の『プロレスラー美男子列伝』では「ノーブルな正統派美男子」と評され「こういったコラムを書く時には彼を初回に書くつもりだった」と言わしめるほどの美形レスラーでもある。ZERO1-MAX中継実況の塩野潤二からは、“和製ヘラクレス”と形容される。
趣味は釣りで、東京中日スポーツにて不定期連載有り。プライベートでは同じく釣り好きの田上明と仲がいい。また読書も趣味で、ジャン＝ポール・サルトル「嘔吐」、武者小路実篤などを愛読している。
AWA王座への挑戦に伴うAWA紳士マニュアル遵守規定に感化されて以来「プロレスラーは紳士であれ」がモットー。公式の場では必ずスーツを着用していた。またファンとの交流でも、サインを求める子供たちに笑顔で応じる場面が目撃されるなど、ギミックではない大森本人の紳士ぶりが窺える。一方で、新日本プロレス初参戦のIWGPタッグ戦で敗れると、悔しさのあまりトロフィーを破壊し、ファンからのブーイングを浴びるとともに実況からも「大森は非常に紳士的な選手だと思っていたのですが…」「今まで見たこともないような酷い行為」と言われるなど、感情的な一面もある。
東洋水産のカップ麺「でかまる」が「おおもり」姓の人を集めるキャンペーンを実施した際、スタッフに勝手に一般応募され、当選。イベントでは前述のタッグ王座ベルトとカンニングペーパーを手に参加した。その後、党首決定選挙を勝ち抜き、でかまる党党首に就任している。
2002年に結婚した元妻（2010年離婚）とは、馳浩の選挙応援の際に知り合っている。
映画「ヒトリマケ」に出演した際にはオカマの借金取り役となり、演技力の高さも披露した。その後も映画「ジェネラル・ルージュの凱旋」「ヤッターマン」などに出演している。
経営難に陥っていたWJプロレスの新社長に担がれた宮崎満教の話によると「他の選手は金の催促の話ばかりだったが、大森だけは親身になって相談にのってくれた」という。
2017年の専門誌では、他団体の全日本参戦選手が全日本のスタイルを理解していると分析。その上で、自身も若い時に先輩や外国人選手の試合を全日本で見たことが財産になっており、それが全日本らしさだと語っている。
酒豪であり、先輩の川田利明からは「プロレス界で自分よりお酒が強いのは大森選手だけ」と評されている。

## 参戦したプロレス団体の旗揚げ戦
前述のように大森は多くのプロレス団体の旗揚げ戦に参戦している。
- プロレスリング・ノア（2000年8月5日）
- プロレスリングZERO-ONE（2001年3月2日）
- WJプロレス（2003年3月1日）
- プロレスリングZERO1-MAX（2005年1月23日）
- キングスロード（2006年1月15日）

## 大森隆男スペシャルシングルマッチ
FIGHTING TV サムライが名づけた大森の一連のシングルマッチ（特にエンターテイメント系選手との対戦）の呼称。
- 第1弾 DJニラ戦 2005年2月27日 池袋サンシャインシティ
- 第2弾 男色ディーノ戦 2005年6月17日 後楽園ホール
- 第3弾 ランジェリー武藤戦 2006年5月5日 後楽園ホール
- 第4弾 "ハリウッド"ストーカー市川戦 2007年11月13日 後楽園ホール（デビュー15周年記念試合）

### ジム関連
- ワイルドハートGYM24
- ワイルドハートGYM24【公式】 (@wildheartgym24) - X（旧Twitter）
- ワイルドハートGYM24大森隆男 (@takaoomori24) - Instagram